# Chaetotyphula actiniceps
Chaetotyphula actiniceps är en svampart som först beskrevs av Petch, och fick sitt nu gällande namn av Corner 1950. Chaetotyphula actiniceps ingår i släktet Chaetotyphula och familjen mattsvampar.   Inga underarter finns listade i Catalogue of Life.